# Iraklis (volley-ball)
Pour les articles homonymes, voir Iraklis.
Maillots
L'Iraklis Thessalonique VC est un club omnisports grec fondé en 1908, évoluant au plus haut niveau national. Cette page ne traite que de la section volley-ball ; pour la section football, voir ici.

## Palmarès
- Ligue des champions
  - Finaliste : 2005, 2006, 2009

- Championnat de Grèce (5)
  - Vainqueur : 2002, 2005, 2007, 2008, 2012

- Coupe de Grèce (6)
  - Vainqueur : 2000, 2002, 2004, 2005, 2006, 2012

- Super Coupe de Grèce (4)
  - Vainqueur : 2004, 2005, 2007, 2008

## Effectifs

### Effectif saison 2011-2012
Entraîneur :  Sotiris Drikos ; entraîneur-adjoint :  Sokràtis Tzioumàkas

## Joueurs majeurs
- Tontor-Zlatko Baev  Grèce/ Bulgarie (pointu, 2,01 m)
- Lloy Ball  États-Unis (passeur, 2,03 m)
- Slobodan Boškan  Serbie (réceptionneur-attaquant, 1,99 m)
- Matej Cernic  Italie (réceptionneur-attaquant, 1,94 m)
- Marios Gkiourdas  Grèce (pointu, 2,02 m)
- Thomas Hoff  États-Unis (central, 2,02 m)
- Andrej Kravarik  Grèce/ Slovaquie (central, 2,06 m)
- Clayton Stanley  États-Unis (complet, 2,05 m)

## Entraîneurs
- 2009 :  Flavio Gulinelli

## Ancien entraineur
Raul Lozano